# Rajon Sadhora
Rajon Sadhora (ukrainisch Садгірський район/Sadhirskyj rajon; russisch Садгорский район/Sadgorski rajon) war ein Stadtrajon der Stadt Czernowitz in der Oblast Tscherniwzi, in der West-Ukraine.
Der Rajon umfasst den nördlichen Teil des Stadtgebiets von Czernowitz und leitet seinen Namen vom ehemaligen Ort Sadhora ab, ein weiterer Teil des Rajons stellt der 1964 eingemeindete Ort Lenkiwzi (Ленківці) dar, weitere ehemalige Gemeinden und Vorort sind Rohisna (Рогізна), Nowa Schutschka (Нова Жучка) und Stara Schutschka (Стара Жучка).
Am 26. März 2015 fasste der Stadtrat den Beschluss über die Auflösung der Rajone, am 1. Dezember 2016 wurde der Schritt dann auch formell umgesetzt.